# Picigin
Picigin (uttalas "pitsigin") är en traditionell kroatisk vatten- och bollsport med ursprung från Split i Dalmatien. Det är en amatöridrott som spelas i grunt vatten vid stranden och går ut på att hålla en liten boll ovanför vattenytan. Idrotten utövas av människor i alla åldrar och spelas längs med hela den kroatiska kusten och i övärlden även om den alltjämt är populärast i Split.   
Sedan år 2005 organiseras Världsmästerskapet i picigin årligen i Split och idrotten finns sedan år 2013 uppsatt på det kroatiska kulturdepartementets lista över landets immateriella kulturarv.

## Etymologi
Det finns olika hypoteser om namnet 'picigins' etymologiska ursprung. Den lokale kroatisk-ryske författaren och piciginspelaren Anatolij Kudrjavcev har föreslagits att sportens namn har sitt ursprung i pizzicato som är en typ av spelsätt på stråkinstrument där den utövande knäpper på strängarna med fingrarna.

## Historik
År 1908, tre år innan fotbollen introducerades på allvar i regionen, förde dalmatiska studenter från Prag med sig hem en för tiden ovanlig sport kallad vattenpolo. Då det grunda vattnet vid Split främsta badstrand Bačvice ansågs vara för grunt tros studenterna ha utvecklat en ny sport som de kallade 'picigin'.

## Beskrivning

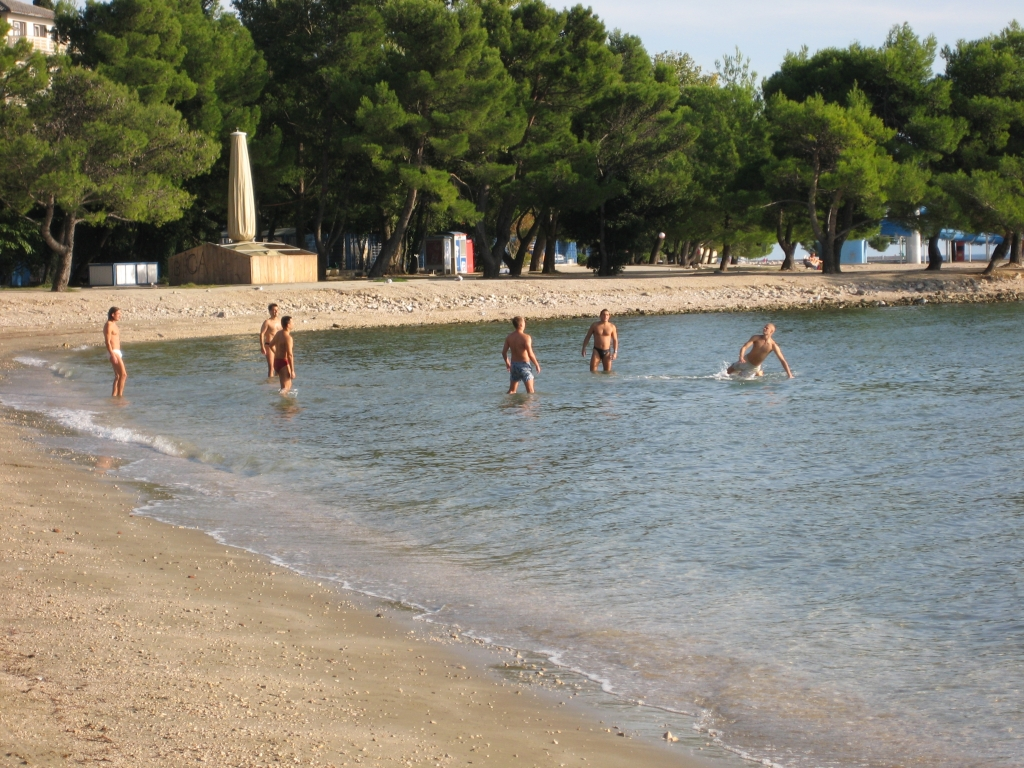
Piciginspelare i Crikvenica år 2007.

Picigin är en amatörsport och saknar därför strikta eller formella regler. Spelarna följer traditionella spelregler som inte har förändrats nämnvärt sedan 1940-talet. Huvudmålet för sporten är att hålla en liten boll i luften så länge som möjligt.
Picigin är en kollektiv sport som spelas i grunt vatten där vattnet vanligtvis når upp till spelarnas vrister och mycket sällan till midjan. Spelarna passar bollen vidare genom endast ett slag med handflatan.
Det finns inga regler för antalet spelare eller spelarnas kön och/eller ålder även om den mest optimala och vanligaste speluppsättningen består av fem personer. Två av spelarna kallas sidruni (från kroatiskans sidro med betydelsen "ankare") medan de övriga tre kallas trkači ("löpare"). "Ankarna" kallas ankare eftersom de inte rör sig ur sina positioner. 
Bollen som används i spelet har en diameter på 5–10 centimeter och väger 50–150 gram. Den kallas balun som på lokal čakavisk dialekt betyder just 'boll'.

## Kultur
Picigin är ur kulturell bemärkelse förknippad med staden Split och i synnerhet stranden i Bačvice där den anses ha utvecklats och alltjämt spelas. Det finns traditionella spelare som anser att sporten inte kan utövas på andra platser än just sandstranden i Bačvice som anses idealisk för picigin. 
Picigin spelas året runt på Bačvice-stranden och under sommarmånaderna förekommer spel även efter mörkrets inbrott då stranden lyses upp med reflektorer. En lokal tradition förknippad med sporten är att spela picigin på Nyårsdagen oavsett väderlek.   